# Gheorghe Nicolescu
Gheorghe Nicolescu, romunski general, * 1892, † 1972.